# Скальди

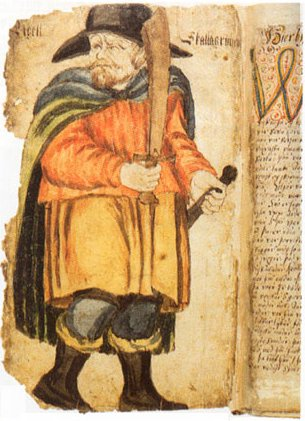
Скальд Еґіль Скатлаґрімссон, мініатюра з рукописної книги XVII ст.‎

Ска́льди (норв. Skald, ісл. Skáld) — норвезькі та ісландські поети, співці та декламатори ІХ–ХІІІ ст..
Скальди жили переважно при дворах і дружинах конунгів. Вони складали величальні пісні, окремі строфи з різних приводів, а також вірші, в яких ганьбили ті чи інші явища або особи. За добрий твір скальд міг отримати цілий статок.
Перші скальди з'явилися в Норвегії. У Х ст. мистецтво скальдів отримало широкий розвиток у Ісландії. Відтоді більшість найвідоміших скальдів при дворах скандинавських правителів були ісландцями.
Основні жанри поезії скальдів:
- драпа — бойова пісня, що уславлює подвиги конунга, його дружини й увиразнює героїчні ідеали.
- нід — лайлива, грубо дотепна, злободенна пісня про ворогів і недругів.
- віса

Пісні скальдів, що виконувалися ними самими зазвичай без музичного акомпанементу, в усній традиції зберігались протягом століть.
Дотепер збереглися вірші бл. 300 скальдів. Найвідоміші норвезькі скальди — Браґі Боддасон, Торб'єрн Горнклові (IX ст.), Еґіль Скатлаґрімссон, Кормак Егмундарсон (X ст.), Сноррі Стурлусон (кін. ХІІ — перша пол. ХІІІ ст.) тощо.
Вірші скальдів вважаються достовірним історичним джерелом.